# Glory Johnson
Glory Johnson est une joueuse américaine de basket-ball, naturalisée monténégrine, née le 27 juillet 1990 à Colorado Springs (Colorado).

## Biographie
Après le lycée Webb School de Knoxville, elle rejoint la prestigieuse université du Tennessee.
En quatre ans à Tennessee, elle aligne en moyenne 14,3 points et 9,8 rebonds, avec 36 double-double, dont une adresse de 59,1 % sur son année senior. Au tournoi final 2012, elle capte 21 rebonds au second tour, meilleur total depuis 1991. En 2012, elle est retenue en 4e choix de la draft.
Elle est sélectionnée au WNBA All-Star Game 2013 et 2014.
Après une année 2015 consacrée à la maternité, elle conclut en février 2016 un nouveau contrat de longue durée avec les Wings de Dallas, qui prennent la succession du Shock.
Après avoir purgé sa suspension pour sept rencontres, elle reprend la compétition pour les Wings en juin 2016 et inscrit 15 points et 5 rebonds pour son retour face aux Mystics. Le 19 juin, les Wings s'imposent à domicile 117-111 contre le Mercury de Phoenix au terme de trois prolongations dans cette rencontre où Johnson inscrit 15 points et 10 rebonds face à son ancienne épouse Brittney Griner. Elle montre qu'elle a pleinement retrouvé ses moyens lors de la victoire arrachée 77 à 74 face au Mercury de Phoenix le 5 juillet, rencontre où elle inscrit 23 points (avec 50% d'adresse) et prend 22 rebonds (dont neuf offensifs), meilleure performance de la saison à ce moment-là. Dans cet exercice, les Wings dominent le Mercury 46 à 24.

## Vie privée
En août 2013, elle rend publique sa relation avec la joueuse du Mercury de Phoenix Brittney Griner. En avril 2014, elles s'accusent mutuellement de violences conjugales, Griner plaidant coupable, avant de suivre toutes deux une médiation conjugale. Les deux joueuses sont suspendues pour les sept premières rencontres de la saison 2015 par la WNBA. Elles se marient en Arizona en mai 2015. Enceinte, elle fait l'impasse sur la saison WNBA 2015. Le 6 juin 2015 Brittney Griner annonce avoir demandé le divorce après 29 jours de mariage et 2 jours après l'annonce de la grossesse de son épouse. le 12 octobre 2015, elle a donné naissance à deux filles jumelles, Ava Simone et Solei Diem plusieurs mois prématurées.

## Clubs
- ? - 2008 :  Knoxville Webb School
- 2008-2012 :  Volunteers du Tennessee (NCAA)
- 2012-2013 :  Tchevakata Vologda[18]
- 2013-2015 :  Nadejda Orenbourg

Championnat WNBA
- 2012-2014 :  Shock de Tulsa
- 2016-2019 :  Wings de Dallas
- 2020- :  Dream d'Atlanta

## Distinctions personnelles
- WNBA All-Rookie Team 2012[19]
- Second cinq défensif de la WNBA 2013